# Pont-Sondé
Pont-Sondé este o comună din arondismentul Saint-Marc, departamentul Artibonite, Haiti, cu o suprafață de  km2 și o populație de 10.000 locuitori (2009).